# Eucnemidae
Eucnemidae Eschscholtz, 1829 è una famiglia cosmopolita di insetti dell'ordine dei Coleotteri (sottordine Polyphaga, infraordine Elateriformia). Comprende circa 1700 specie diffuse in tutto il mondo.

## Descrizione
Strettamente correlati alla famiglia degli Elateridi, gli adulti si distinguono da questi per il secondo antennomero, inserito sullo scapo in posizione subapicale, mentre negli  Elateridi è inserito all'apice dello scapo.
Si conoscono due forme larvali:
- Buprestiformi: le larve hanno il tegumento poco sclerotizzato. Sono spesso di colore biancastro e simili alle larve dei Buprestidi. Le mandibole sono estremamente piccole.
- Elateriformi: le larve hanno il tegumento fortemente sclerotizzato. Sono di solito di colore giallo-marrone e simili anche nella forma alle larve di Elateridi.

## Biologia
Si rinvengono per lo più in boschi e foreste, soprattutto in abbondanza di legno morto. Gli adulti si trovano sui rami o sotto la corteccia degli alberi. Le larve vivono nel legno morto umido e marcescente, ma anche nel duro legno stagionato oppure possono, anche, prosperare nel terreno presso le radici di alberi morti.

## Tassonomia
Comprende le seguenti sottofamiglie:
- Perothopinae Lacordaire, 1857
- Phyllocerinae Reitter, 1905
- Pseudomeninae Muona, 1993
- Palaeoxeninae Muona, 1993
- Phlegoninae Muona, 1993
- Anischiinae Fleutiaux, 1936
- Melasinae Fleming, 1821
- Eucneminae Eschscholtz, 1829
- Macraulacinae Fleutiaux, 1923